# Somlyói Eller Gizella
Somlyói Eller Gizella (Hadad, 1903 – ? 1944.) erdélyi magyar költő, író, hírlapíró, Győri Ernő felesége.

## Életútja, munkássága
Első versei a bécsi Panorámában jelentek meg, 1927-től a Brassói Lapok munkatársa volt, de a Temesvári Hírlap, az Ellenzék, a Keleti Újság is közölte írásait. Ekkor már Szilágysomlyón élt és a Szilágy-Somlyó c. lap főmunkatársa. Nyugtalan, minden iránt érdeklődő riporter volt, Kacsó Sándor visszaemlékezése szerint sajtóperek tömegét zúdította magára, ezért férje tanácsára végül felhagyott az írással és illatszerboltot nyitott.

## Néhány cikke
- Az aranyszőke ördög (Ellenzék, 1923. március 8.)
- Bolond tavaszi dal (Ellenzék, 1923. április 25.)
- A néma száj megszólal (Ellenzék, 1923. augusztus 31.)
- A halott királynők meséje (Ellenzék, 1923. november 1.)
- Carcinolysin: a rákbetegség új gyógyszere (Temesvári Hírlap 1924. jan. 13.)
- Aki még ismerte Bem apót és jó pajtása volt Petőfinek (Ellenzék, 1924. május 13.)
- Látogatás a régi szép kolozsvári színésznők varrónőjénél (Ellenzék, 1924. május 26.)
- Egy régi bérház emlékezései (Ellenzék, 1924. október 9.)
- Az embersugár (Temesvári Hírlap, 1926. október 3.)
- Mesét mondok Miklóskának (Keleti Újság, 1934. július 15.)